# سونگون
سونگون، سیاست اول نظامی، سیاست تفوق نظامی، سیاست چیرگی نظامی، سیاست سلطه نظامی، سیاست تقدم نظامی یا سیاست استیلای نیروی نظامی (به هانگول: 선군، Sŏn'gun) ایدئولوژی سیاسی حاکم بر جمهوری دموکراتیک خلق کره است که ارتش خلق کره را در امور دولتی و تخصیص منابع در اولویت قرار می‌دهد. این تفکر به موازات جوچه و ارجحیت‌بخشیدن به نیروی نظامی جهت دفاع از کشور و انقلاب شکل گرفته‌است. سیاست تفوق نیروی نظامی به‌عنوان یک اصل زندگی سیاسی و اقتصادی مردم کره شمالی را هدایت می‌کند و حاکم بر سیستم سیاسی است. رشته ساخت اقتصادی سیاست استیلای نظامی به‌عنوان یک سیستم اقتصادی و راهنما عمل می‌کند. مفهوم اصلی آن به این قرار است که «در کشور همه امور باید به دست ارتش باشد و نیروی نظامی مهم‌ترین رکن در دستگاه سیاسی است.»
سونگون ارتش خلق کره را در داخل کره شمالی به‌عنوان یک سازمان و کارگزار دولتی ارتقاء و به آن موقعیت اولیه در دولت و جامعه کره شمالی اعطا کرده و سیاست داخلی و تعاملات بین‌المللی را هدایت می‌کند. سیاست چیرگی نظامی چارچوبی برای دولت این کشور است که نیروی نظامی را به‌عنوان «منبع عالی قدرت» معرفی کند. دولت به ارتش خلق کره عالی‌ترین اولویت اقتصادی و تخصیص منابع را اعطا می‌کند و آن را به عنوان الگویی برای جامعه قرار می‌دهد که همه بایستی از آن تقلید کنند. سونگون همچنین مفهوم ایدئولوژیکی پشت تغییرات سیاسی از سال ۱۹۹۴ است که بر ارتش خلق بیش از سایر جنبه‌های دولت و جامعه تأکید دارد.

## پیشینه
ریشه‌های سونگون را می‌توان به فعالیت‌های چریکی کیم ایل سونگ علیه ژاپنی‌ها در دهه ۱۹۳۰ ربط داد. در آن دوران، کیم ایل سونگ به این باور رسید که استقلال، حاکمیت و سعادت یک ملت در گرو وجود یک نیروی جنگنده، سازمان‌یافته و مسلح است.سیاست «چهار رشته نظامی» که توسط کیم ایل سونگ در سال ۱۹۶۲ اجرا شد، پیش‌ماده‌ای برای سونگون بود. هدف این سیاست مسلح‌کردن کل جمعیت، تقویت دولت، آموزش هر سرباز برای تبدیل‌شدن به کادر حزبی و مدرن کردن ارتش بود.
سونگون تا پس از مرگ کیم ایل سونگ، در سال ۱۹۹۴ به‌عنوان یک سیاست رسمی دولتی نمایان نشد. کیم جونگ ایل، پسر کیم ایل سونگ، در پی اولین بازدید خود از یک واحد نظامی در سال ۱۹۹۵، سونگون را به‌عنوان «ایده‌ای انقلابی برای اهمیت دادن به ارتش» و «سیاستی که بر وحدت کامل و صمیمانه حزب، ارتش و مردم و نقش ارتش که به‌عنوان پیشتاز عمل می‌کند» معرفی کرد. این تغییری از سیاست پیشین دولت، یعنی جوچه کیم ایل سونگ بود. به گفته دولت کره شمالی، الهام کیم جونگ ایل برای سونگون از دیدار با پدرش در مقر لشکر زرهی سپاه ۱۰۵ سئول در پیونگ یانگ در ۲۵ اوت ۱۹۶۰ حاصل شد. دولت کره شمالی ۲۵ اوت را یکی از روزهای تعطیلات ملی و روز سیاست سونگون نامیده‌است.
رودونگ سینمون، روزنامه رسمی حزب کارگران کره در سال ۱۹۷۷ نوشته است: «هیچ‌گاه جایگاه و نقش ارتش خلق به اندازه امروز که توسط رفیق و فرمانده عالی کل قوا با قدرت رهبری می‌شود، ارتقاء نیافته بود.» در این اصل ، ارتش خلق کره نیز مترادف با مردم، دولت و حزب شده بود.در سال ۱۹۹۸، سونگون همراه با اصطلاحات دیگری از جمله «ایده انقلابی سیاست تفوق نظامی»، «رهبری انقلابی سیاست تفوق نظامی» و «سیاست تفوق نظامی» پدیدار شد و مفهوم سونگون را به جنبه‌های بیشتری از حکومت کره شمالی گسترش داد.

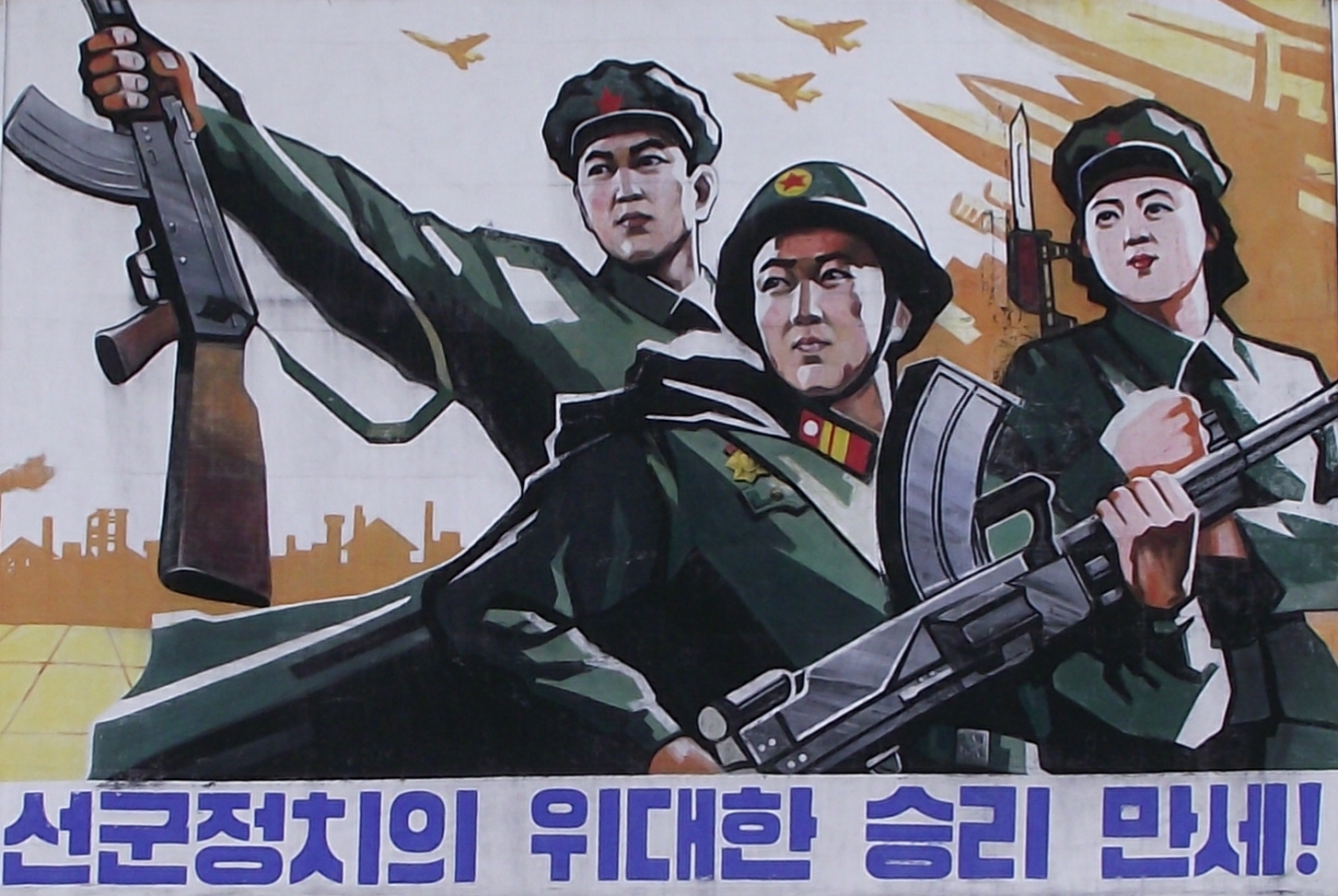
ترویج تبلیغاتی سونگون. در متن کره‌ای آمده است: زنده باد پیروزی بزرگ سیاست تفوق نظامی

سونگون در ژانویه ۱۹۹ به مفهومی برجسته‌تر تبدیل گشت و اولین حضور خود را در سرمقاله مهم روز سال نو که به‌طور مشترک توسط همه ارگان‌های خبری اصلی کره شمالی منتشر می‌شد، نمایان گشت. این سرمقاله سونگون را به کیم جونگ ایل نسبت داد و اعلام کرد که او رهبری سیاست چیرگی نظامی را انجام داده‌است که در آن ارتش خلق به‌عنوان نیروی اصلی انقلاب عمل می‌کند و همین‌طور اتحاد ارتش و مردم به حفظ و همچنین ایجاد سوسیالیسم کمک می‌کند. در نشریات خارجی زبان، بین سال‌های ۱۹۹۹ تا ۲۰۰۶، عبارت ترجمه‌شده «ارتش–اول» جایگزین سونگون شد و پس از آن، اصطلاح کره‌ای منحصراً به کار رفت.
در ژانویه ۲۰۰۳، سرمقاله ایدئولوژی سیاست اول نظامی را به مجموعه مفاهیم سیاست نظامی اضافه کرد. در دسامبر ۲۰۰۳، «ویژگی‌های اساسی سیاست برتری نظامی» به‌عنوان چشم‌اندازی جدید از نیروی محرکه انقلاب در کره شمالی شبه‌کمونیستی منتشر شد و نیروی اصلی انقلاب را به ارتش خلق کره واگذار کرد. این نقشی است که در دولت‌های کمونیستی به‌طور سنتی به پرولتاریا و یا در چین به دهقانان اختصاص داده می‌شد. با این همه، برای حکومت کره شمالی «تنها ارتش دارای معیارهای وفاداری، روحیه انقلابی، انسجام و سرزندگی سپاه است.» سونگون در ژانویه ۲۰۰۴ شاهد افزایش فراوانی از دسترسی بود و برای توصیف همه‌چیز از سیاست و دولت گرفته تا خود کره مورد استفاده قرار می‌گرفت.
سونگون اهمیت خود را افزایش داده‌است و حتی اکنون نیز در بحث ایدئولوژیک اتحاد مجدد با کره جنوبی گنجانده شده‌است. مطبوعات کره شمالی هم اعلام داشتند: سیاست سونگون تعهدیست است که اتحاد مجدد میهن را تضمین می‌کند. کره شمالی همچنین سونگون را به حافظ صلح در شبه‌جزیره کره می‌داند و ادعا می‌کند که تنها چیزی است که مانع از حمله ایالات متحده آمریکا به کره شمالی می‌شود. سونگون در کنار جوچه در سیاست داخلی، سیاست خارجی و اتخاذ تصمیم دولت جمهوری دموکراتیک خلق کره مورد اهمیت می‌باشد و به‌عنوان یک اصل راهنما در این کشور جایگاهی عالی دارد.
بر اساس خاطرات نویسنده سوکی کیم از دوران تدریسش در دانشگاه علم و صنعت پیونگ‌یانگ، دوازده «عجایب سونگون» وجود دارد.
1. طلوع خورشید در کوه پکتو؛ محل تولد کیم جونگ ایل.
2. درختان کاج زمستانی در پست نگهبانی داباکسول؛ مکانی که ظاهراً کیم جونگ ایل سیاست سونگون را از آنجا شروع کرد.
3. چئولی‌آنگ آزالیاس؛ یک تپه «خط مقدم» که کیم جونگ ایل اغلب از آن بازدید می‌کرد.
4. منظره عصرانه کوه جانگجی در نزدیکی رودخانه چانگجا؛ پناهگاهی برای کیم جونگ ایل جوان در طول جنگ کره.
5. صدای آبشار اولیم در کوه‌های بالای مونچون، استان کانگوون؛ که صدای یک ملت توانا و پیروز است.
6. افق در هاندوربول، دشت هاندور در شهرستان تائچون؛ زیرا این محل اصلاحات ارضی کیم جونگ ایل در سال ۱۹۹۸ پس از قحطی بود.
7. مزارع بزرگ گل‌های سیب زمینی شهرستان تائونگدان؛ گفته می‌شود کیم ایل سونگ در اینجا با ژاپنی‌ها جنگید و کیم جونگ ایل آن را به بزرگترین مزرعه سیب زمینی کشور تبدیل کرد.
8. منطقه اطراف روستای کوهستانی بئومانری، شهرستان سوهونگ، استان هوانگهای شمالی؛ کیم جونگ ایل پس از قحطی این روستا را بازسازی کرد و آن را «غرور کشور کمونیستی» خواند.[۱۵]
9. برنامه کشاورزی لوبیا یا آجیل؛ کیم جونگ اون آن را برای تأمین خوراک ارتش تأسیس کرد.
10. مزرعه بزرگ برنج در میگوک، ساریوون.
11. مزرعه میوه تادونگ‌جانگ در پیونگ‌یانگ.
12. مزرعه ماهی ریونجونگ در استان هوانگهای جنوبی.

سیزدهمین «عجایب» در سال ۲۰۱۶ ساخته شده‌است. ۹ مورد اول به‌شدت توسط مقامات کره شمالی تبلیغ‌شده و به مقاصد گردشگری تبدیل شده‌اند.

## شالوده

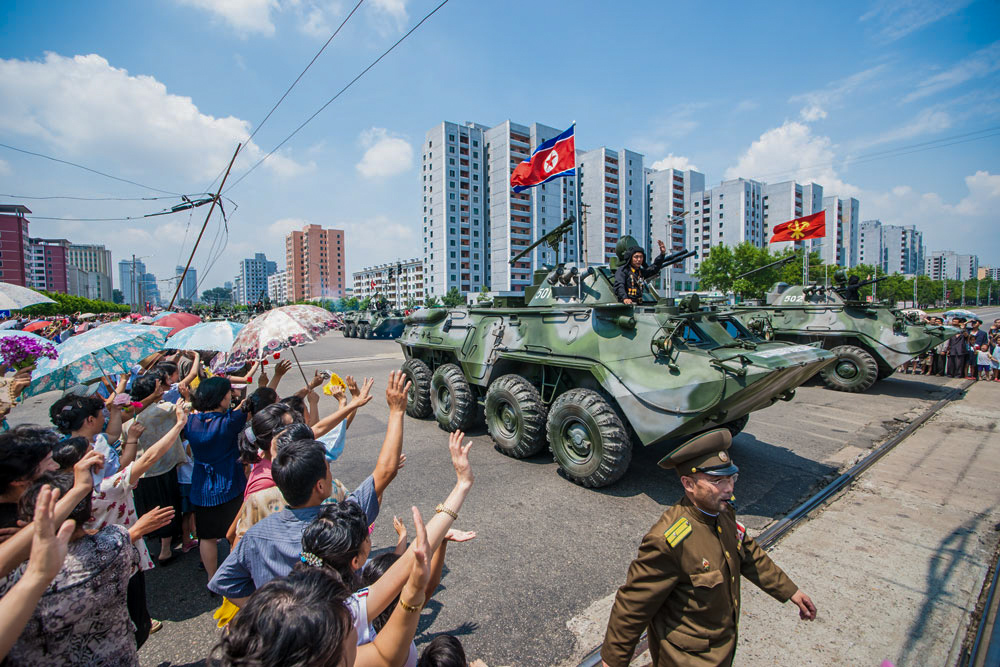
نفربرهای زرهی ارتش خلق کره در حال رژه

پس از مرگ کیم ایل سونگ، کره شمالی به سونگون به‌عنوان یک ایدئولوژی اساسی روی آورد که برای آن دو دلیل نسبت داده شده‌است. یکی از رشته‌های این مسئله به تمایل کره شمالی برای افزایش قدرت نظامی خود به دلیل موقعیت بین‌المللی نامطمئن اشاره می‌کند. از نظر دیگر، سونگون به‌عنوان یک اقدام تهاجمی و تهدیدآمیز برای افزایش قدرت ارتش کره شمالی به ضرر سایر بخش‌های جامعه تلقی می‌شود.
این استدلال همچنین اغلب به مجموعه‌ای از بحران‌هایی اشاره می‌کند که در اوایل دهه ۱۹۹۰ برای کره شمالی اتفاق افتاد که با سقوط متحد دیرینه آن اتحاد جماهیر شوروی در سال ۱۹۹۱ و به دنبال آن مرگ کیم ایل سونگ در ۱۹۹۴، چندین بلای طبیعی، قحطی و بحران اقتصادی کره شمالی آغاز شد. این‌ها همچنین می‌توانست به‌عنوان انگیزه‌ای برای یک روش جدید تثبیت قدرت باشد.
رشته دوم بر سیاست داخلی کره شمالی به‌عنوان علت حرکت به سمت سیاست تفوق نظامی متمرکز است. زمانی که کیم ایل سونگ درگذشت، رهبری کره شمالی را به پسرش کیم جونگ ایل واگذار کرد. در زمان مرگ پدرش، مهم‌ترین سمتی که کیم جونگ ایل در دولت کره شمالی داشت، دومین مقام فرماندهی ارتش بود که یک سمت نظامی می‌باشد.
علاوه بر این، برای حفظ کنترل دولت، کیم جونگ ایل باید پایگاه پشتیبانی خود را در ارتش خلق کره ایمن می‌کرد. این رشته استدلال نشان می‌دهد که کیم جونگ ایل عمداً تصمیم گرفت دیگر جنبه‌های دولت را کنار بگذارد تا برتری ارتش خلق کره را حفظ کند که شامل لغو کمیته مرکزی خلق، ریاست کشور و به حاشیه راندن شورای مدیریت کره شمالی بود.

## پیامدهای سیاسی
یکی از پیامدهای سیاست‌های سونگون این است که آن‌ها نه تنها با ایده‌آل خوداتکایی جوچه ترویج‌شده توسط کیم ایل سونگ کار کردند، بلکه با تحکیم قدرت کیم جونگ ایل، آن را به‌عنوان ایدئولوژی دولت مرکزی جایگزین کردند.
صعود ارتش خلق کره به کره جنوبی و ارتباط با بحث در مورد سیاست آفتاب به جدیدترین دیدگاه آن در مورد اتحاد مجدد کره مربوط می‌شود. با توجه به اصرار کره شمالی بر اینکه سونگون اتحاد مجدد کره را تسهیل خواهد کرد اما نمی‌توان گفت که آن‌ها در آینده از کره جنوبی چه انتظاری دارند، همین‌طور دولت کره جنوبی به هیچ‌وجه از سیاست‌های سونگون حمایت نمی‌کند و تا آنجا پیش می‌رود که وب‌سایت‌های داخل کره جنوبی را که ایده‌های استیلای نظامی کره شمالی را تبلیغ می‌کنند غیرقانونی می‌داند.
سیاست سونگون نیز بر اثر بحران هسته‌ای ادامه‌یافته رشد کرده‌است. برای کشورهایی نظیر ایالات متحده آمریکا، با توجه به اینکه نگرانی اصلی آن خلع سلاح اتمی شبه‌جزیره کره است، مفهوم سیاست و ایدئولوژی سیاست سلطه نظامی یک مفهوم نگران کننده‌است. همچنین سونگون با در اختیار داشتن سلاح‌های هسته‌ای بسیار مناسب است و می‌تواند به‌عنوان راهی برای مرکزیت‌بخشیدن به چنین سلاح‌هایی در ایدئولوژی هدایت‌گر دولت در مورد خودمختاری تلقی شود.

## پیامدهای اقتصادی
سیاست استیلای نظامی از تلاش برای بهبودی و ترمیم راهپیمایی سخت که یکی از مشکلات اقتصادی در دوران قطحی کره در دهه ۱۹۹۰ بود، سرچشمه گرفت. برای غلبه بر بحران اقتصادی از ارتش انتظار می‌رفت که در خط مقدم فعالیت کند. دولت هدف راهبردی تبدیل شدن به «ملت توانا و پیروز» را از طریق سیاست تفوق نظامی تعیین کرد. همچنین اعضای نودولتان از سیاست تقدم نظامی حمایت می‌کنند تا ثروت خود را تضمین کنند.

### مطالعه بیشتر
- Hudson, Dermot (2015). In Defence of Songun. Lulu.com. ISBN 978-1-326-49463-6.
- Kim Chang-gyong (2014). Songun Opens the Door of Independence and Prosperity (PDF). Exposition of the Principles of Juche Idea. Vol. 4. Pyongyang: Foreign Languages Publishing House. ISBN 978-9946-0-1121-9.
- Kim Chol-u (2008). Songun Politics of Kim Jong Il (PDF). Pyongyang: Foreign Languages Publishing House. OCLC 908820272.
- Ri Jong-chol (2012). Songun Politics in Korea (PDF). Pyongyang: Foreign Languages Publishing House. ISBN 978-9946-0-0908-7.
- Songun : All-Powerful Sword of the Present Times (PDF). Pyongyang: Foreign Languages Publishing House. 2008.
- Songun Politics and Peace on the Korean Peninsula (PDF). Pyongyang: Foreign Languages Publishing House. 2008.
- Questions and Answers on the Songun Idea (PDF). Pyongyang: Foreign Languages Publishing House. 2012. ISBN 978-9946-0-0826-4.
- Unruhe, Jason (2014). A Marxist Critique of Songun. MRN Publishing.